# Eumerus villeneuvei
Eumerus villeneuvei är en tvåvingeart som beskrevs av Herve-bazin 1913. Eumerus villeneuvei ingår i släktet månblomflugor, och familjen blomflugor. Inga underarter finns listade i Catalogue of Life.